# Lepeophtheirus selkirki
Lepeophtheirus selkirki is een eenoogkreeftjessoort uit de familie van de Caligidae. De wetenschappelijke naam van de soort is voor het eerst geldig gepubliceerd in 1969 door Atria.